# Вернуть из мёртвых
«Звоните Тру» (англ. Tru Calling) — американский научно-фантастический телесериал телеканала Fox. Транслировался с 30 октября 2003 по 21 апреля 2005, вышло два сезона.
Сериал показывает необычную жизнь 22-х летней выпускницы колледжа Тру Дэвис (в исполнении Элайзы Душку), которая не поступила в медицинскую школу и вынуждена пока работать в городском морге.

## Сюжет
Тру Дэвис (Элайза Душку) собирается поступать в медицинскую школу и до этого собирается пройти ординатуру в больнице, но неожиданно из-за сокращения финансирования Тру лишается стипендии и места в больнице, и ей предлагают место в городском морге. Во время работы трупы просят её о помощи, день Тру начинается заново и она пытается изменить обстоятельства, приведшие к смерти этих людей. В один из таких дней Тру приходится выбирать между спасением жизни и экзаменом в медицинскую школу, в итоге она остаётся работать в морге ещё на год. Также параллельно Тру исправляет в лучшую сторону личные ситуации, в которые попадают её друзья и родственники.
У Тру есть безответственный младший брат Харрисон (Шоун Ривз), который нигде не работает и вечно попадает в неприятные ситуации. Тру очень дружна с ним и ей потребовалось достаточно много времени, чтобы брат поверил в её способности. У них есть старшая сестра Мередит (Джессика Коллинз), внешне благополучная, работает в банке, ездит на дорогой машине. Но Тру постоянно беспокоит, что Мередит употребляет наркотики. Их мать была убита на глазах у двенадцатилетней Тру, и её до сих пор мучают мысли, что она не смогла её спасти. Отец, Ричард Дэвис (Коттер Смит), завел новую семью и не желает общаться с детьми от первого брака, хотя и звонит им раз в пять лет. Позже выясняется, что отец нанял человека для убийства своей первой жены, который впоследствии пытался убить его вторую жену. У Ричарда был такой же дар, что и у Джека Харпера, который сейчас на него работает и разделяет его взгляды.
Лучшая подруга Тру — Линдси (Эй Джей Кук), которая встречалась с Харрисоном, а потом вышла замуж за давнего знакомого. Также Тру близка с другом-начальником и наставником Дэвисом (Зак Галифианакис), который тоже посвящён в секрет Тру и всегда ей помогает. В одной из серий Дэвис рассказывает Тру, что её мать имела такие же способности, как и у неё, и что он один раз её видел. Она спасла ему жизнь, но не смогла спасти его жену, так как Дэвис ей не поверил и не предупредил жену о её возможной гибели.
Тру встречалась в колледже со своим профессором Марком Эвансом, но он ей изменил с новой студенткой, а позже Тру спасала ему жизнь. Потом она познакомилась на работе с фотографом-криминалистом Люком Джонстоном (Мэтт Бомер), у них завязались отношения, но ничего не вышло, так как Люка не устраивало, что у Тру постоянно появляются неожиданные дела. Когда Тру наконец сказала ему правду, то Люк отказался в это верить. Был застрелен, но не попросил Тру о помощи и был похоронен.
Джек Харпер (Джейсон Пристли) — новый сотрудник Тру в морге. Ранее работал фельдшером, но однажды, пытаясь спасти ребёнка, был застрелен и пару минут пробыл мёртвым до реанимации. Имеет способность и идеологию, противоположную Тру, — он тоже проживает один и тот же день дважды, но не спасает людей, а следит за равновесием жизни и смерти, чтобы умерли те, кому это предначертано судьбой. Устроился в морг, чтобы остановить Тру. Подстроил убийство Люка.
Во втором сезоне Ричард Дэвис переезжает в город и открывает филиал своей фирмы. Харрисон устраивается в адвокатскую фирму отца на работу фотографа, достаёт компроматы для клиентов отца. О Мередит вообще не упоминается, будто её никогда и не было. Джек уже не работает в морге, а активно мешает Тру выполнять свою работу по спасению жизней. В одном эпизоде Харрисон чуть было не раскрыл, что Джек связан с его отцом. Тру стала свободным слушателем в медицинской школе. У неё появляется новый парень — её однокурсник Дженсен Ричи, которого она однажды спасла. В морге появился новый психотерапевт — привлекательная женщина Керри, к которой сразу же стал неравнодушен Дэвис. Позже мы узнаём, что она тоже работает на Ричарда Дэвиса.

## В ролях
| Актёр               | Роль            |
| ------------------- | --------------- |
| Элайза Душку        | Тру Дэвис       |
| Зак Галифианакис    | Дэвис           |
| Шоун Ривз           | Харрисон Дэвис  |
| Джейсон Пристли     | Джек Харпер     |
| Эй Джей Кук         | Линдси Уокер    |
| Джессика Коллинз    | Мередит Дэвис   |
| Бенджамин Бенитес   | Гардес          |
| Мэтт Бомер          | Люк Джонстон    |
| Эрик Кристиан Олсен | Дженсен Ричи    |
| Лиз Вэсси           | др. Кэрри Аллен |
| Лиззи Каплан        | Эйвери Бишоп    |

## Список эпизодов
До закрытия сериала вышло 26 эпизодов. Нулевой эпизод показан не был. Сериал начали показывать на телеканале Fox 30 октября 2003 года, предпоследний эпизод показали 21 апреля 2005 года. Сериал закрыли после 6 серий второго сезона, а последний эпизод не показали, так как он был на Рождественскую тематику и он вышел только 21 января 2008 года в рамках марафона на телеканале Syfy.

## Критика
«Вернуть из мёртвых» получил смешанные отзывы критиков и поклонников. Сериал получил две номинации в 2004 году Teen Choice Awards: Choice Breakout TV Show и Choice Breakout TV Star — Female (Элайза Душку). Также в этом же году Душку была номинирована на кинопремию Сатурн в категории «Лучшая телеактриса».